# 毛村镇
毛村镇，是中华人民共和国江西省上饶市广丰区下辖的一个乡镇级行政单位。

## 行政区划
毛村镇下辖以下地区：
八都社区、毛村、乌岩村、百花村、后溪村和杨坞村。